# Le Montsaugeonnais
Le Montsaugeonnais – gmina we Francji, w regionie Grand Est, w departamencie Górna Marna. W 2013 roku liczba ludności wynosiła 1259 mieszkańców.
Gmina została utworzona 1 stycznia 2016 roku z połączenia trzech ówczesnych gmin: Montsaugeon, Prauthoy oraz Vaux-sous-Aubigny. Siedzibą gminy została miejscowość Prauthoy.